# Groupement de travailleurs étrangers
Pour les articles homonymes, voir GTE.
Les groupements de travailleurs étrangers (GTE) ou groupes de travailleurs étrangers sont créés en France par le régime de Vichy le 27 septembre 1940 et dissoutes par ordonnance après la Libération le 2 novembre 1945.

## Histoire

### Création
Les groupements de travailleurs étrangers sont créés par la loi du 27 septembre 1940 sur « les étrangers en surnombre dans l’économie nationale ». Cette loi vise à exclure les étrangers des emplois disponibles sur le marché du travail français et crée des camps d’internement où les étrangers sont obligés de travailler. Elle concerne tous les étrangers masculins entre 18 et 55 ans.
Les groupements de travailleurs étrangers, succédant aux compagnies de travailleurs étrangers (CTE) créées par la Troisième République, sont placés sous l’autorité d’une sous-direction du Ministère de la production industrielle et du travail. Afin de rendre cette exclusion moins coûteuse, les internés sont fournis comme main-d’œuvre bon marché dans des travaux de gros œuvre : mines, grands travaux, agriculture et forestage.

### Populations concernées

#### Réfugiés
Les étrangers concernés par les GTE sont les réfugiés européens venus en France pour fuir les pouvoir fascistes des années 1930. Il y a ainsi un grand nombre de républicains espagnols ayant fui leur pays après la guerre d'Espagne, des juifs Allemands et Autrichiens, venus après l'arrivée de Hitler au pouvoir et l'Anschluss, ou des juifs Polonais venus après l'invasion de la Pologne. Le régime de Vichy en recensait 152 000, la majorité issue de l'immigration espagnole. Ces derniers posaient un problème particulier, indésirable - car souvent communistes - pour Pétain, criminels de guerre pour Franco, des relations diplomatiques franco-espagnole aboutissent à un accord pour l'internement en camps, formalisé par la création des GTE. Ceux-ci permettent donc à la fois de garantir la surveillance des populations étrangères et de préserver le marché français du travail.
Les Espagnols constituent la majorité des étrangers employés en GTE avec 32 000 personnes. Viennent ensuite les Polonais (2 800), les Tchèques (800) et les ex-volontaires engagés dans la guerre (800) ainsi que des réfugiés belges venus après l'invasion de la Belgique (200). Il y a enfin 2 500 Juifs et travailleurs employés auparavant dans les CTE.

#### Le cas des Juifs
A partir de juin 1941, les Juifs en surnombre dans l'économie doivent être regroupés dans les GTE. En juin 1942, tous les Juifs étrangers de zone libre doivent à leur tour être internés en GTE s'ils ne travaillent pas. Les Belges, Hollandais, les personnalités et ceux ayant combattu par la France sont cependant exemptés de l'internement dans ces GTE dits « palestiniens ». Les Juifs internés en GTE subissent des conditions généralement moins bonnes que dans les autres GTE, d'autant que l'obligation de travail forcé s'applique dans ce cas à une population généralement intellectuelle et diplômée qui n'a aucune expérience des travaux de force. A partir de 1942, ces Juifs subissent aussi la déportation vers les camps de concentration allemands. Ils représentent un dixième des Juifs déportés jusqu'à fin 1942.

### Organisation

#### Camps en France métropolitaine
Il y avait 150 GTE dans la zone dite libre contrôlée par le gouvernement de Vichy. Ceux-ci étaient divisés en 6 groupements (avec des sièges à Châtelguyon, Toulouse, Montpellier, Marseille, Lyon et Limoges) pour un effectif total de 40 978 personne. Le plus gros groupement est celui de Toulouse, avec 27 groupes et 13 003 travailleurs en juin 1942. Les GTE sont organisés militairement. Un cadre administratif est établi en février 1941. C'est ce texte qui instaure pour la première fois le nom de Groupements de Travailleurs étrangers et remplace officiellement les Compagnies de travailleurs étrangers (CTE).
Les GTE sont des camps, mais moins stricts que les camps de concentration français de cette époque. Les travailleurs peuvent quitter le camp sur un rayon de huit kilomètres. Ceux qui ne rentrent pas sont considérés comme évadés et, à partir de septembre 1940, ces évadés sont assimilés aux insoumis et déserteurs - témoignant de la militarisation de la gestion des camps. Ils sont situés dans des locaux loués ou réquisitionnés - même si certains son construits à la hâte comme celui de Montestruc dans le Gers. Les GTE sont surtout employés dans l'agriculture pour près de la moitié d'entre eux, dans les mines pour un quart. Les autres postes de travail sont dans le bûcheronnage, la construction de barrages ou l'industrie chimique.
Il existe cependant aussi des GTE disciplinaires pour les insoumis, ceux-ci étaient cependant décrits comme de véritables bagnes par les œuvres d'assistance. Ils sont situés à Auchère (GTE 101), Mauzac (GTE 513), Rouffiac-les-Corbières (GTE 415), Aubagne (GTE 829) et Fort de Chapoly (GTE 972).
Près de 35 000 étrangers des GTE - surtout espagnols - furent aussi livrés à l'occupant notamment pour qu'ils soient employés par l'Organisation Todt. Un premier accord franco-allemand fut trouvé dès le 14 mars 1941 pour le transfert de ces réfugiés espagnols aux autorités allemandes.

#### Camps en Afrique du Nord
Les communistes français et les anciens membres des Brigades Internationales subissent un régime spécifique : ils sont déportés - « transférés » dans le vocabulaire administratif de Vichy - en Afrique du Nord dans les anciens départements français jusqu'à la fin de l'année 1942. Ces déportations ont concerné 1 103 communistes étrangers (parmi lesquels 594 Espagnols, 142 Polonais, et dans une moindre mesure des Russes, des Allemands et Autrichiens, des Roumains et des Ukrainiens) et 424 communistes français. Ces GTE d'Afrique du Nord reprennent les camps créés à la fin de la IIIe République pour répondre à l'afflux de réfugiés espagnols. Il existait 14 camps en Afrique du Nord en avril 1941 internant un total de 2 799 personnes. Les plus importants sont le camp de Djelfa (495 personnes), celui de Djebel Felten (425 personnes) ou celui de Bossuet (492 personnes). Ces camps regroupent aussi bien des opposants au régime de Vichy en Algérie, des communistes de France métropolitaine et des réfugiés des régimes fascistes. Les GTE se construisent sur cette base pour regrouper jusqu'à près de 7 000 hommes en avril 1941. Les travailleurs internés sont pour leur majorité employés à construction du Transsaharien.

### Résistance
Les GTE ont constitué des pôles de concentration de réfugiés antifascistes. En ce sens, ce furent des lieux où on pu se créer des sociabilités en opposition au régime de Vichy et à l'occupation allemande. Ceci explique que nombre de travailleurs enfuis des GTE ont ensuite rejoint le maquis et la Résistance, d'une part par conviction, mais aussi pour leur propre sûreté. Il est ainsi possible de citer les Allemands évadés des 805e et 321e GTE de Provence qui créèrent le premier maquis de la zone Gard-Lozère sous la direction d'Otto Kühne avant de rejoindre la Brigade Montaigne en 1943.

### Libération
Après la Libération, les GTE sont maintenus et l'administration française prend du temps pour régulariser les étrangers concernés. En février 1945, des titres de séjours sont attribués aux anciens étrangers libérés de l'Organisation Todt, aux étrangers résidant en France avant 1940 et aux étrangers déportés en France. Le Général de Gaulle finit par annuler toute la législation de Vichy relative aux GTE par ordonnance le 2 novembre 1945.